# Vilassar de Dalt
Vilassar de Dalt – gmina w Hiszpanii, w prowincji Barcelona, w Katalonii, o powierzchni 8,92 km². W 2011 roku gmina liczyła 8865 mieszkańców.